# Erianthemum nyikense
Erianthemum nyikense är en tvåhjärtbladig växtart som först beskrevs av Thomas Archibald Sprague, och fick sitt nu gällande namn av Danser. Erianthemum nyikense ingår i släktet Erianthemum och familjen Loranthaceae. Inga underarter finns listade i Catalogue of Life.